# Division 2 1937-1938
La Division 2 1937-1938 è stata la quinta edizione della Division 2, la seconda serie del campionato francese di calcio. Composta da 25 squadre suddivise in quattro gruppiè stata vinta dal Le Havre.
Il capocannoniere è stato Hugo Lamanna del CA Paris con 29 gol.

## Fase a gruppi

### Nord
| Pos. | Squadra             | G  | Punti | GF | GS | V | N | P |                           |
| ---- | ------------------- | -- | ----- | -- | -- | - | - | - | ------------------------- |
| 1    | RC Arras            | 10 | 15    | 19 | 9  | 7 | 1 | 2 | Promossa alla fase finale |
| 2    | US Boulogne         | 10 | 13    | 21 | 13 | 5 | 3 | 2 | Promossa alla fase finale |
| 3    | Olympique Dunkerque | 10 | 11    | 18 | 12 | 4 | 3 | 3 | Promossa alla fase finale |
| 4    | Tourcoing           | 10 | 8     | 13 | 17 | 3 | 2 | 5 | Promossa alla fase finale |
| 5    | Hautmont            | 10 | 7     | 15 | 22 | 3 | 1 | 6 |                           |
| 6    | Calais              | 10 | 6     | 9  | 22 | 2 | 2 | 6 |                           |

G = Partite giocate; V = Vittorie; N = Nulle/Pareggi; P = Perse; GF = Goal fatti; GS = Goal subiti; 

### Ovest
| Pos. | Squadra       | G | Punti | GF | GS | V | N | P |                           |
| ---- | ------------- | - | ----- | -- | -- | - | - | - | ------------------------- |
| 1    | Le Havre      | 8 | 13    | 21 | 7  | 6 | 1 | 1 | Promossa alla fase finale |
| 2    | Stade Rennais | 8 | 9     | 15 | 12 | 3 | 3 | 2 | Promossa alla fase finale |
| 3    | CA Paris      | 8 | 8     | 13 | 12 | 4 | 0 | 4 | Promossa alla fase finale |
| 4    | Caen          | 8 | 8     | 17 | 19 | 3 | 2 | 3 | Promossa alla fase finale |
| 5    | Dieppe        | 8 | 2     | 10 | 26 | 1 | 0 | 7 |                           |

G = Partite giocate; V = Vittorie; N = Nulle/Pareggi; P = Perse; GF = Goal fatti; GS = Goal subiti; 

### Est
| Pos. | Squadra     | G  | Punti | GF | GS | V | N | P  |                           |
| ---- | ----------- | -- | ----- | -- | -- | - | - | -- | ------------------------- |
| 1    | Nancy       | 12 | 16    | 38 | 17 | 8 | 0 | 4  | Promossa alla fase finale |
| 2    | Colmar      | 12 | 15    | 28 | 11 | 7 | 1 | 4  | Promossa alla fase finale |
| 3    | Stade Reims | 12 | 15    | 31 | 24 | 7 | 1 | 4  | Promossa alla fase finale |
| 4    | Mulhouse    | 12 | 13    | 21 | 23 | 6 | 1 | 5  | Promossa alla fase finale |
| 5    | Charleville | 12 | 11    | 22 | 20 | 4 | 3 | 5  |                           |
| 6    | AS Troyes   | 12 | 10    | 30 | 28 | 4 | 2 | 6  |                           |
| 7    | Longwy      | 12 | 4     | 11 | 58 | 2 | 0 | 10 |                           |

G = Partite giocate; V = Vittorie; N = Nulle/Pareggi; P = Perse; GF = Goal fatti; GS = Goal subiti; 

### Sud
| Pos. | Squadra            | G  | Punti | GF | GS | V | N | P |                           |
| ---- | ------------------ | -- | ----- | -- | -- | - | - | - | ------------------------- |
| 1    | Saint-Étienne      | 12 | 17    | 31 | 13 | 7 | 3 | 2 | Promossa alla fase finale |
| 2    | Toulouse           | 12 | 16    | 21 | 22 | 6 | 4 | 2 | Promossa alla fase finale |
| 3    | Olympique Alès     | 12 | 15    | 24 | 12 | 5 | 5 | 2 | Promossa alla fase finale |
| 4    | Nice               | 12 | 15    | 26 | 19 | 5 | 5 | 2 | Promossa alla fase finale |
| 5    | Montpellier        | 12 | 11    | 19 | 19 | 4 | 3 | 5 |                           |
| 6    | Girondins Bordeaux | 12 | 5     | 23 | 33 | 1 | 3 | 8 |                           |
| 7    | Nîmes Olympique    | 12 | 5     | 12 | 38 | 1 | 3 | 8 |                           |

G = Partite giocate; V = Vittorie; N = Nulle/Pareggi; P = Perse; GF = Goal fatti; GS = Goal subiti; 

## Fase finale

### Gruppo promozione
| Pos. | Squadra             | G  | Punti | GF | GS | V  | N | P  |          |
| ---- | ------------------- | -- | ----- | -- | -- | -- | - | -- | -------- |
| 1    | Le Havre            | 30 | 44    | 77 | 40 | 20 | 4 | 6  | Promossa |
| 2    | Saint-Étienne       | 30 | 41    | 72 | 40 | 17 | 7 | 6  | Promossa |
| 3    | Stade Rennais       | 30 | 40    | 49 | 33 | 17 | 6 | 7  |          |
| 4    | Colmar              | 30 | 39    | 54 | 41 | 17 | 5 | 8  |          |
| 5    | Olympique Dunkerque | 30 | 34    | 58 | 52 | 13 | 8 | 9  |          |
| 6    | RC Arras            | 30 | 32    | 46 | 43 | 12 | 8 | 10 |          |
| 7    | Toulouse            | 30 | 31    | 40 | 43 | 13 | 5 | 12 |          |
| 8    | Nice                | 30 | 29    | 53 | 50 | 11 | 7 | 12 |          |
| 9    | CA Paris            | 30 | 28    | 60 | 50 | 12 | 4 | 14 |          |
| 10   | Stade Reims         | 30 | 27    | 48 | 50 | 12 | 3 | 15 |          |
| 11   | Nancy               | 30 | 27    | 45 | 49 | 10 | 7 | 13 |          |
| 12   | Olympique Alès      | 30 | 24    | 35 | 44 | 9  | 6 | 15 |          |
| 13   | US Boulogne         | 30 | 24    | 49 | 66 | 10 | 4 | 16 |          |
| 14   | Caen                | 30 | 23    | 47 | 71 | 9  | 5 | 16 |          |
| 15   | Mulhouse            | 30 | 22    | 41 | 62 | 9  | 4 | 17 |          |
| 16   | Tourcoing           | 30 | 15    | 37 | 85 | 5  | 5 | 20 |          |

G = Partite giocate; V = Vittorie; N = Nulle/Pareggi; P = Perse; GF = Goal fatti; GS = Goal subiti; 

### Gruppo retrocessione
| Pos. | Squadra            | G  | Punti | GF | GS | V | N | P |            |
| ---- | ------------------ | -- | ----- | -- | -- | - | - | - | ---------- |
| 1    | Charleville        | 16 | 19    | 29 | 33 | 8 | 3 | 5 |            |
| 2    | Hautmont           | 16 | 18    | 36 | 29 | 7 | 4 | 5 |            |
| 3    | Girondins Bordeaux | 16 | 17    | 29 | 26 | 8 | 1 | 7 |            |
| 4    | Dieppe             | 16 | 17    | 27 | 33 | 8 | 1 | 7 |            |
| 5    | Montpellier        | 16 | 16    | 30 | 25 | 7 | 2 | 7 |            |
| 6    | Longwy             | 16 | 16    | 36 | 39 | 7 | 2 | 7 |            |
| 7    | AS Troyes          | 16 | 15    | 28 | 29 | 6 | 3 | 7 |            |
| 8    | Nîmes Olympique    | 16 | 14    | 24 | 23 | 5 | 4 | 7 |            |
| 9    | Calais             | 16 | 12    | 21 | 33 | 5 | 2 | 9 | Retrocessa |

G = Partite giocate; V = Vittorie; N = Nulle/Pareggi; P = Perse; GF = Goal fatti; GS = Goal subiti; 